# Каплинская
Каплинская — деревня в Тарногском районе Вологодской области.
Входит в состав Верховского сельского поселения, с точки зрения административно-территориального деления — в Верховский сельсовет.
Расстояние по автодороге до районного центра Тарногского Городка — 35 км, до центра муниципального образования Верховского Погоста — 6,5 км. Ближайшие населённые пункты — Свердловская, Квашнинская, Дуброва.
По переписи 2002 года население — 155 человек (69 мужчин, 86 женщин). Всё население — русские.